# 勞倫斯縣 (密西西比州)
是美國密西西比州南部的一個縣。面積1,129平方公里。根据美國2000年人口普查，共有人口13,258人。縣治蒙蒂塞洛 (Monticello)。
成立於1814年12月22日，縣政府1815年3月6日。縣名紀念1812年戰爭中戰死的海軍軍官詹姆斯·羅倫斯。